# Berycidae
Berycidae é uma pequena família de peixes do oceano profundo, aparentada com os holocentrídeos. A família inclui espécies comercialmente importantes como o alfonsim e o imperador.

## Descrição
Os bericídeos ocorrem em águas tropicais e temperadas de todos os oceanos, em geral a profundidades entre 100 e 1300 m, mas em geral abaixo dos 200 m. Apresntam em geral cor avermelhada ou alaranjada e medem entre 30 cm e 60 cm de comprimento, caracterizando-se pela presença de escamas espinhosas, boca larga e grandes olhos brilhantes (algumas espécies são por isso conhecidas pelo nome comum de olho-de-vidro).

## Taxonomia
A família Berycidae inclui 10 espécies, agrupadas em dois géneros:
Família Berycidae
- Género Beryx - alfonsins
  - Beryx decadactylus - imperador, cardeal
  - Beryx mollis
  - Beryx splendens - alfonsim
- Género Centroberyx - olhos-de-vidro e imperadores
  - Centroberyx affinis -
  - Centroberyx australis -
  - Centroberyx druzhinini
  - Centroberyx gerrardi -
  - Centroberyx lineatus -
  - Centroberyx rubricaudus
  - Centroberyx spinosus